# Wild Arms: Twilight Venom
Wild Arms: Twilight Venom (ワイルドアームズ トワイライトヴェノム?, Wairudo Āmuzu Towairaito Venomu) è una serie televisiva Giapponese basata sulla serie di videogiochi Wild Arms. È stata animata dallo studio Bee Train, e diretta da Itsuro Kawasaki e Kōichi Mashimo.
VenomTwilight andò in onda su WOWOW dal 18 ottobre 1999 al 27 marzo 2000, per un totale di 22 episodi.

## Trama
Dr. Aronnax Kiel, Mirabelle e Loretta incontrano un ragazzo di dieci anni durante la loro fuga dalla prigione. Egli si rivela essere l'ex famoso "gunslinger" Sheyenne temporale ed è dotato di una famosa e misteriosa arma "ARMS". La serie segue Sheyenne e Kiel nella loro ricerca della perdita del corpo di Sheyenne.

## Personaggi
Sheyenne temporale
Un famoso "gunslinger" con la capacità di utilizzare il misterioso "ARMS". Rinasce nel corpo di un decenne di e cerca di capire ciò che è accaduto.
Il Dott. Kiel Aronnax
Scienziato che aiuta Sheyenne nella sua ricerca.
Loretta Oratorio
Una ladra e famosa maga, che trascorre il suo tempo con Mirabelle cercando di rubare ai ricchi.
Mirabelle Graceland
Un vampiro di razza Crimson Nobili. Lei e Loretta passano la vita rubando e interagendo con Sheyenne.
Jerusha
Un Popepi Pipepo di 5000 anni. Assiste Loretta e Mirabelle durante i loro viaggi.
Issac
Un Popepi Pipepo di 1000 anni. Assiste Sheyenne durante i suoi viaggi.

## Episodi (titoli inglesi)
1. Sleeping Dirty
2. ARMS Crazy
3. Desert Dragon Fantasy
4. The Faluna Bible
5. Portrait of Lana
6. Affair of the Fargaia Express
7. Someday My Robber Will Come
8. Mouth Wide Shut
9. The Slave of the Game
10. Guilty or...
11. No Home, No Body
12. Lie, Laila, Lie
13. Lullaby of the Noble-Red
14. Interview With The Ampire
15. Natural Born Angel
16. Fatal Goddess
17. Child at Heart
18. The Days of the Bacchus
19. Gone with the Smoke
20. Faluna Struck
21. Once Upon a Time in Fargaia
22. The Last of Sheyenne

## Collegamento alla serie di Wild Arms
Twilight Venom ha vari incroci con il secondo capitolo della serie diWild Arms. Modelli di Liz Ard e sono visibili all'interno di un museo di mostri nell'episodio 11, "No Home, No Body". Judecca fa una comparsa nell'episodio 15 (appare anche un personaggio con la somiglianza di Zed del primoWild Arms); Kanon daWild Arms 2nell'episodio 17. Irving Vold Valeria (Wild Arms 2) e il Guardiano Lucied appaiono nell'episodio 16 ma, a differenza di tutte le altre scene, appariranno in futuri episodi e faranno parte della trama.